# Saint-Dos
Saint-Dos település Franciaországban, Pyrénées-Atlantiques megyében. Lakosainak száma 159 fő (2022. január 1.). Saint-Dos Auterrive, Carresse-Cassaber, Labastide-Villefranche és Saint-Pé-de-Léren községekkel határos.

## Népesség
A település népessége az elmúlt években az alábbi módon változott:
| Lakosok száma | 153  | 157  | 160  | 160  | 158  | 158  | 157  | 158  | 159  |
|               | 2013 | 2015 | 2016 | 2017 | 2018 | 2019 | 2020 | 2021 | 2022 |